# Kanton Royan-Ouest
Der Kanton Royan-Ouest war von 1973 bis 2015 ein französischer Wahlkreis im Département Charente-Maritime und in der damaligen Region Poitou-Charentes. Er umfasste sechs Gemeinden und die westlichen Teile der Stadt Royan im Arrondissement Rochefort. Die landesweiten Änderungen in der Zusammensetzung der Kantone brachten im März 2015 seine Auflösung. Vertreter im conseil général des Départements war zuletzt für die Jahre 1992–2015 Michel Servit.

## Gemeinden
In der nachfolgenden Tabelle ist für alle Gemeinden jeweils die gesamte Einwohnerzahl angegeben.
| Gemeinde               | Einwohner Jahr | Fläche km² | Bevölkerungsdichte | Postleitzahl | Code INSEE |
| ---------------------- | -------------- | ---------- | ------------------ | ------------ | ---------- |
| Breuillet              | 2694 (2013)    | –          | – Einw./km²        | 17920        | 17064      |
| L’Éguille              | 884 (2013)     | –          | – Einw./km²        | 17600        | 17151      |
| Mornac-sur-Seudre      | 831 (2013)     | –          | – Einw./km²        | 17113        | 17247      |
| Royan                  | 18138 (2013)   | –          | – Einw./km²        | 17200        | 17306      |
| Saint-Palais-sur-Mer   | 3926 (2013)    | –          | – Einw./km²        | 17420        | 17380      |
| Saint-Sulpice-de-Royan | 3032 (2013)    | –          | – Einw./km²        | 17200        | 17409      |
| Vaux-sur-Mer           | 3856 (2013)    | –          | – Einw./km²        | 17640        | 17461      |